# Junije Anej Galion
Junije Anej Galion (Junius Annaeus Gallio), po rođenju Lucije Anej Novat (Lucius Annaeus Novatus), bio je rimski carski velikodostojnik iz 1. vijeka, poznat kao sin Seneke Retora i stariji brat znamenitog filozofa Seneke Mlađeg, te po tome što se pojavljuje kao jedna od ličnosti u Novom zavjetu.
Rodio se i odrastao u Kordobi, a potom otišao u Rim gdje ga je retorici poučavao, a kasnije i usvojio Junije Galion, tada poznati orator koji mu je dao i novo ime. Zajedno s bratom je protjeran na Korziku, a potom vraćen u Rim, kada je Agripina Mlađa tražila učitelja za sina Nerona. Pred kraj Klaudijeve vladavine je imenovan za prokonzula novostvorene senatske provincije Aheje. Djela Apostolska navode kako je na tom mjestu odbacio optužbe tamošnjih Jevreja protiv Sv. Pavla. S mjesta prokonzula se povukao zbog bolesti. Nedugo nakon bratove smrti je pogubljen po naređenju cara Nerona.